# 埃米·李
艾米·林恩·李（Amy Lynn Lee，1981年12月13日－），暱稱Amy Lee，美國歌手、鋼琴家和詞曲創作人，搖滾樂團伊凡塞斯（Evanescence）創始人和主唱。音樂受古典音樂家莫札特與現代藝人碧玉、多莉·艾莫絲（Tori Amos）、丹尼·葉夫曼（Danny Elfman）以及Plumb等人影響。艾米的音樂事業除了伊凡塞斯，她也參與了許多音樂製作計畫，包括華特迪士尼唱片的聖誕夜驚魂-15週年紀念特輯與科密特青蛙：綠色特輯。艾米是Out of the Shadows这一成立于2006年的帮助癫痫患者的国际基金的主席。艾米以排名第一的「硬式搖滾火辣女郎」登上《Revolver音樂雜誌》的2011年刊封面。2012年，艾米被《VH1》評選為「一百名樂壇最偉大的女性」第49位。2012年，艾米在Golden Gods Awards音樂頒獎禮贏得「最佳歌手」。2013年，艾米在Loudwire音樂獎被評為「2012年度搖滾女神」和NME音樂獎的「最火辣女星」。
2014年8月25日，艾米首次脫離伊凡塞斯發行個人原聲帶專輯《Aftermath》，在美國告示牌原聲帶專輯排行榜獲得第三名佳績，也登上英國獨立音樂排行榜（UK Indie Breakers Chart）第二名，這是與Dave Eggar合作的一部美國劇情片《战争故事》（War Story）電影原聲帶，並在2014年Sundance電影節上映。

## 生活

### 早期生活
艾米出生在加利福尼亞州的河岸。父親是一名DJ及電台主持，母親早年則是搖滾歌手，有一個哥哥和兩個妹妹。當艾米六歲時，她三歲大的妹妹邦尼不幸去世。後來在製作第一張專輯《Fallen》時，特別錄製了一首歌「Hello」，是專輯中唯一一首不曾進行任何現場演唱的歌曲。她曾經搬過多次家，包括伊利諾斯州、堪薩斯城和佛羅里達州；最後定居在了阿肯色州的小石城，伊凡塞斯樂隊也是在這裡創立的。2000年時候從Pulaski學院畢業，進入了中田納西州大學。
艾米學了九年古典鋼琴，是學校唱詩班的領唱，曾經進行過數次演出。9岁时看完电影《Amadeus》她便打定这辈子踏上音乐道路的主意。在一次訪談中，艾米回想起她第一次寫的歌叫作「Eternity of the Remorse」 還有「A Single Tear」，當時11歲的她就想成為古典作曲家。

### 個人生活與婚姻
艾米在2003到2005年期間與騷動者樂團（Seether）主唱尚恩·摩根（Shaun Morgan）交往，並合作過經典暢銷歌曲「Broken」，但尚恩酗酒成癮被送進勒戒所，兩人戀情因此告吹，之後艾米為尚恩寫了一首歌「Call Me When You're Sober」。
艾米在2007年1月9日的直播訪談節目中公布訂婚喜訊，後來艾米在歌迷網站EvThreads.com證實，一名治療師和長期的好友喬許哈茨勒（Josh Hartzler）向她求婚。她在接受採訪時指出歌曲「Good Enough」還有「Bring Me to Life」的靈感就是他。兩人於2007年5月6日結婚。2014年1月18日，艾米在社交媒體上宣布懷孕的消息。他們第一個孩子取名Jack Lion Hartzler，7月24日出生。

## 事業

### 伊凡塞斯

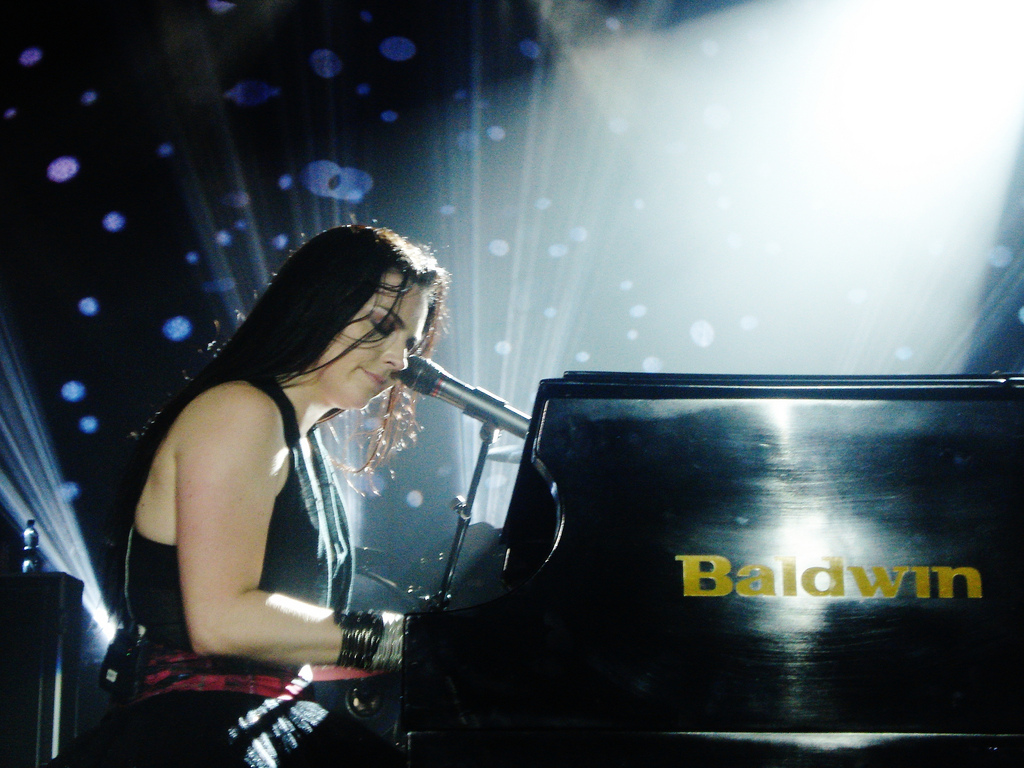
艾米在2011的演唱會

艾米和本·穆迪（Ben Moody）於1995年創立了搖滾樂團伊凡塞斯（Evanescence），13歲的兩人相識在一次青年夏令營中，當時吉他手穆迪已小有名氣，而艾米還只是一名普通的夏令營營員。在一個體育館的集體活動中，穆迪看著營員在打籃球之際，聽見艾米在用鋼琴自彈自唱著肉塊（Meat Loaf）的「I'd Do Anything For Love」與自己創作的一些歌曲，穆迪被艾米精湛的技藝和那天籟般的嗓言震撼了，在內心深處，穆迪已經認定︰沒有比她更適合的搭檔。他走上前認識艾米並提議組樂團，兩人寫詞寫曲並從小一起長大。
2003年10月22日本·穆迪離開樂團，理由是「創作分歧」。幾個月後的一次採訪，艾米說到：「如果我們沒有變化的話，是沒法做出第二張專輯的。」由於他與樂團的關係相當緊張。2010年穆迪對媒體披露當年離開樂隊的內幕，穆迪說道當樂團成名時，年輕的他與艾米之間的追求完全相悖而導致了團員內戰，樂團的事態已讓他無法繼續容忍，與艾米的關係形同水火的本·穆迪曾試圖迫使她離開伊凡塞斯。
在創作重心之一的穆迪離團後，位置由吉他手Terry Balsamo取代，團員們都表示Terry是個相當優秀的音樂人，在樂團中做出各種歌曲的嘗試，成為艾米的創作夥伴。

### 個人專輯
2008年10月，艾米在採訪中談到樂隊正處於一個困難的局面，艾米不知道她的獨唱生涯是否會開始，但她指出伊凡塞斯會一直是一個樂團，她會繼續寫歌但不知道樂團的下一步會是什麼。伊凡塞斯於2010年正試展開第三張錄音室專輯的錄製工作，艾米表示樂團之間合作更勝以往。
艾米的作品有2014年的電影原聲帶專輯《Aftermath》、2015年的翻唱專輯《Recover, Vol. 1》、2016年的親子音樂類專輯《Dream Too Much》。

## 個人特質

### 外表及形象
哥德風格穿著就是艾米的標誌性服裝，比如很濃重的黑眼線，同時還有其他元素，比如維多利亞女王時期的服裝等。出道時令人印象深刻的是蓬蓬裙加上蕾絲緞帶、破損絲襪配高筒靴的酷勁造型，還曾與「鬼娃新娘」劃上等號。最為出名的是演唱會的幾套服裝是由艾米本人設計的，有時甚至自己剪裁製作，因此能相當程度的詮釋她的音樂與舞台上的個性。她不喜歡花錢購物。在演唱會的時候，艾米通常會穿著具有胸衣和漁網元素的服飾，並且戴上眉釘，但是The Open Door時期後艾米不再戴上眉釘，2023年是Fallen的二十周年紀念，艾米重新開始戴上了眉釘。時尚與服裝艾米相當有自己的見解，她在台灣受訪時說：「亞歷山大·麥昆、薇薇安·魏斯伍德和碧玉等都是我的style icon。」同時紐約街上和日本原宿的人們都給她很多靈感。很多支持者之所以推崇艾米，是因為她在自己的歌曲中不像有些樂團那樣為了吸引人氣而加入性的元素，這讓很多人對她讚美有加。她也多次表示自己也不會做出一些暴露的鏡頭來讓公眾注意。

### 聲音與音樂
艾米為伊凡塞斯領導也是主要詞曲創作者，她將古典鋼琴與金屬音樂結合，成就出伊凡塞斯不平凡的獨特聲音。艾米解釋說：「我念中學的時候，聽了很多死亡金屬（death metal）的音樂。重金屬和古典都很精細，都是充滿戲劇性的複雜音樂型態，我很自然而然地就被這兩種音樂吸引了。」艾米表示在看完奇幻電影《凡赫辛》Van Helsing之後相當有感觸，片中不僅有吸血鬼，還有狼人、科學怪人等等詭異又極具風味的角色，而中古世紀的華麗哥德背景也讓她讚不絕口。她說電影所呈現的鬼魅氣氛，讓她看完後整晚在鋼琴鍵盤上尋求靈感與寫作的平衡，因為電影忠於神怪創作的哥德精神正是伊凡塞斯所展現出的感覺。
艾米音域最低音Eb3於專輯歌曲「Cloud Nine」開頭0:01/0:04；最高音E6在「During a Warm Up」2:46/2:51。展現音域範圍共三個八度和一個半音，艾米的聲音屬於女中音。

## 其他訊息

### 冷知識
- 艾米的兄弟姐妹：哥哥罗比，妹妹卡丽和劳里
- 艾米的发色：天生棕色（一般染成黑色、最近染成紅色）
- 眼睛颜色：蓝色（有时候戴绿色隐形眼镜）
- 她曾养了一只叫做Fievel的猫，因为她最喜欢的电影之一是“An American Tail”。在录完第一张专辑之后又养了一只叫做Zero的猫。現在養了兩隻貓(Stella & Shermie)。
- 事实上，她第一张个人专辑是加利福尼亚葡萄干
- 她酷爱斯蒂夫·万德（美国老牌摇滚明星）
- 她对于人们繫腰带感觉很不解
- 艾米厌恶政治，而且认为阿诺德·施瓦辛格过于做秀。
- 13岁的时候，她有一些超重
- 她喜欢画画和写日记
- 艾米对于龙虾过敏，如果吃一些就会导致昏迷
- 最喜欢的演员：Giovanni Ribisi
- 座右铭：“珍爱自己”
- 在成长过程中，她一直对麦克尔·杰克逊着迷
- 最喜欢万圣节
- 虽然自己是个基督徒，但是伊凡塞斯并不是一个“基督乐队”
- 艾米还为电影制作音乐，比如惩罚者
- 2006年《Hit Parader雜誌》將她列為「史上百大金屬歌手」第69位
- 2008年艾米被美國音樂出版協會獲頒年度作曲獎(2008 Songwriter Icon Award)，表揚其傑出的詞曲創作與音樂成就
- 2008年為電影《聖誕夜驚魂》翻唱專輯（Nightmare Revisited ）獻唱「Sally's Song」

## 作品

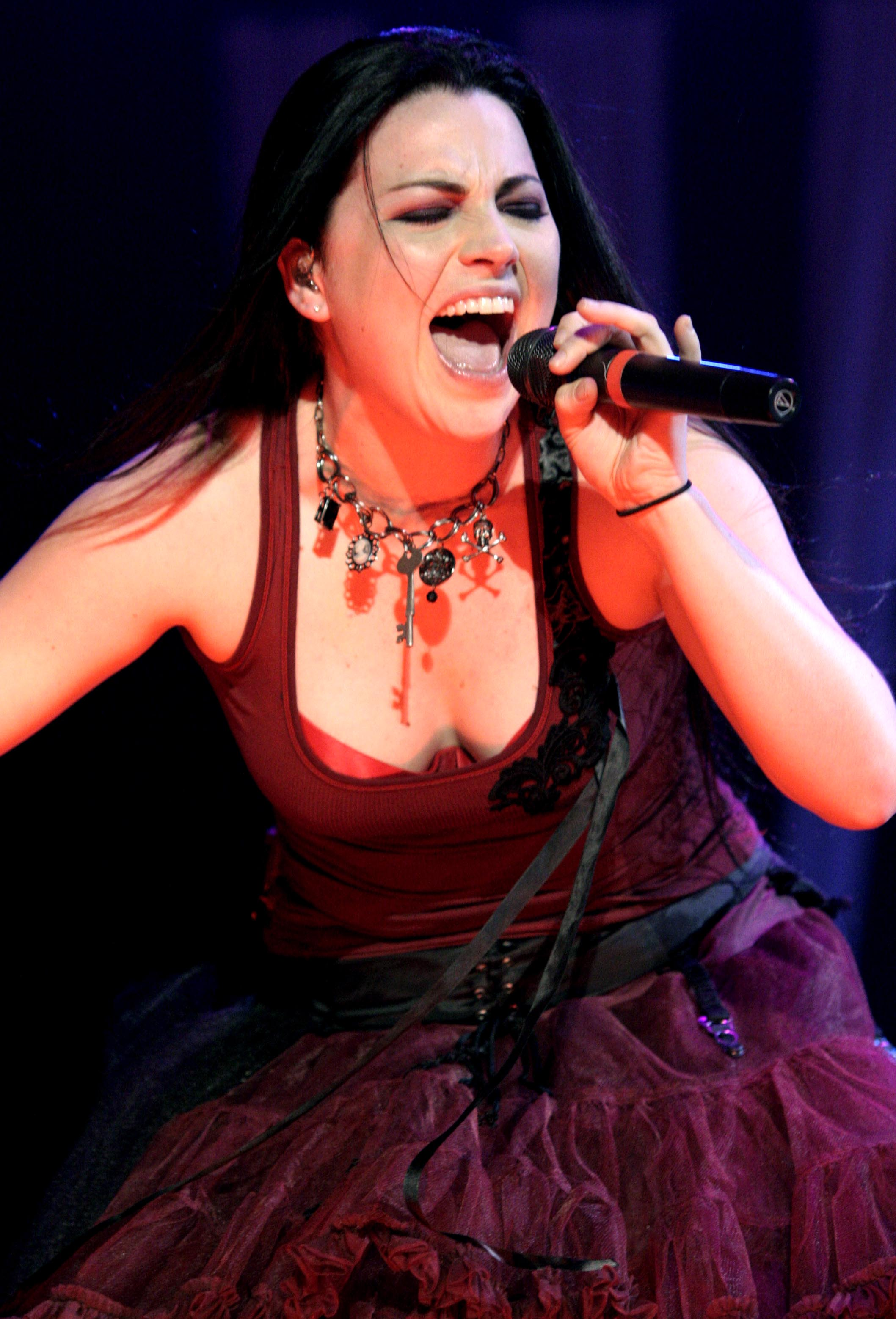
2007年的現唱演唱

### 伊凡塞斯
- 2003年：《落入凡間》（Fallen）
- 2006年：《搖滾聖門》（The Open Door）
- 2011年：《伊凡塞斯同名專輯》（Evanescence）

### 獨立參與歌曲
| 年份 | 歌手                       | 歌名                          | 專輯                              |
| ---- | -------------------------- | ----------------------------- | --------------------------------- |
| 2000 | David Hodges feat. Amy Lee | "Breathe"                     | The Summit Church: Summit Worship |
| 2000 | David Hodges feat. Amy Lee | "Fall Into You"               | Unreleased                        |
| 2003 | Big Dismal feat. Amy Lee   | "Missing You"                 | Believe                           |
| 2004 | Seether feat. Amy Lee      | "Broken"                      | Disclaimer II 懲罰者              |
| 2007 | Korn feat. Amy Lee         | "Freak on a Leash"            | 崆樂團 / MTV 不插電現場           |
| 2008 | Amy Lee                    | "Sally's Song"                | 聖誕夜驚魂-15週年紀念特輯         |
| 2011 | Amy Lee                    | "Halfway Down the Stairs"     | 科密特青蛙：綠色特輯              |
| 2012 | Amy Lee                    | "I'm So Lonesome I Could Cry" | 向強尼凱許致敬演唱會              |

### 電影配樂
| 年份 | 電影      | 導演         | 專輯      | 備註             |
| ---- | --------- | ------------ | --------- | ---------------- |
| 2014 | War Story | Mark Jackson | Aftermath | 與Dave Eggar合作 |